# Frei Hermano da Câmara
D. Hermano Vasco Vilar Cabral da Câmara OSB, de nome artístico Frei Hermano da Câmara (Lisboa, 12 de julho de 1934) é um cantor e monge beneditino português, nascido numa família aristocrática ligada ao fado. Defende o apostolado através da música para edificar a civilização do amor e promover a cultura da paz.
Em 1987, saído do Mosteiro de São Bento de Singeverga, em Santo Tirso, criou a comunidade dos "Apóstolos de Santa Maria", em Braga, posteriormente transformada em congregação religiosa com o nome de "Arautos da Misericórdia Divina", sediada em Cascais, cujo apostolado é a difusão dos ideais cristãos pela música, em conformidade com o Concílio Vaticano II.

## Biografia
Filho de D. Vasco Manuel José de Figueiredo Cabral da Câmara (Lisboa, 15 de Outubro de 1895 – Carcavelos, Quinta da Alagoa, 4 de Janeiro de 1973), neto paterno do 3.º Conde de Belmonte e neto materno do 3.º Conde de Sobral, e de sua mulher (Lisboa, São Sebastião da Pedreira, 4 de Maio de 1927) Maria do Carmo de Magalhães e Meneses Villar (Alenquer, Triana, 28 de Junho de 1899 – Carcavelos, Quinta da Alegria, 29 de Outubro de 1973), sobrinha-neta do 1.º Conde de Alvelos e bisneta do 2.º Visconde da Azenha e 1.º Conde da Azenha.

### Anos 50 e 60
Ainda jovem, participou em diversas reuniões juvenis de fado, na companhia de seus irmãos.
Gravou o seu primeiro disco em 1955, intitulado Sunset and Sentimental. O disco só viria, no entanto, a ser comercializado em 1959, destacando-se nas canções apresentadas o clássico "Colchetes de Oiro". Em 1961, decidiu tornar-se monge beneditino, entrando para o Mosteiro de Singeverga (Santo Tirso), da Ordem de São Bento.
Com a abertura proporcionada pelo Concílio do Vaticano II, Frei Hermano da Câmara voltou a gravar temas, profundamente marcados pela sua vocação religiosa. Fez um espectáculo no Teatro Tivoli em 1969, tendo aí começado a epopeia do "Monge Cantor".
Ao entrar no palco do Tivoli pela primeira vez como monge, oito anos depois do seu ingresso no mosteiro, frente às luzes da ribalta, começou a «epopeia espiritual de um aventureiro divino». No final do concerto, ao ser abordado pelos jornalistas, respondeu: «Se os meus superiores acharem bem que eu faça apostolado a cantar, cantarei…». Estas palavras «proféticas» viriam a confirmar-se com o andar dos tempos. O seu apostolado viria a ser, no futuro, essencialmente um apostolado musical. Os seus superiores, atentos aos «sinais dos tempos», encorajaram-no a seguir por esse caminho.

### Anos 70
Em 1973, foi editado o disco Fado da Despedida. Ainda em 1973, gravou com o Quarteto 1111 o álbum Bruma Azul do Desejado, que incluía, para além do tema homónimo, os temas Saudai o Senhor, Estrela do Mar e Paz na Terra. Neste disco, contou com uma colaboração do Coro da Escola Claustral de Singeverga.
Com produção e supervisão de Mário Martins, foi editado em 1978 o duplo-álbum O Nazareno. Tratava-se de uma obra musical inspirada no Evangelho, com a colaboração de vários poetas portugueses, que depois seria levada aos palcos. Neste disco, estão presentes diversos papéis: Vítor de Sousa (narrador), o seu sobrinho Tomaz Cabral da Câmara (anjo), Luísa Vilarinho (Virgem Maria), ele próprio (Jesus de Nazaré), António Pinto Basto (noivo), Teresa Siqueira (noiva), Mara Abrantes (samaritana), Amália Rodrigues (Madalena), Carlos Quintas (anjo), Horácio Santos (Judas) e a participação especial de Mário Sargedas (Pedro, João, Pilatos, o bom e o mau ladrão).

### Anos 80
Por ocasião de um espectáculo ao vivo integrado nas comemorações do XV centenário do nascimento de São Bento, lançou, em 1980, o disco Deus É Música gravado ao vivo.
Em 1983, lançou o disco Totus Tuus - Uma Serenata Mística a Nossa Senhora, gravado nos Estúdios Valentim de Carvalho, em Paço d'Arcos, entre Fevereiro e Março de 1983, com a participação de António Chainho e do Coro Infantil do Clube TAP. Em 1984, foi editado pela Polygram o disco Álbum de Recordações.
No ano de 1986 o espectáculo musical baseado na obra de Frei Hermano da Câmara, intitulado "O Nazareno", é apresentado ao vivo, no Coliseu dos Recreios, com encenação de Carlos Avilez e a participação de vários artistas como Alexandra, Mara Abrantes, Teresa Tarouca, Teresa Siqueira ou Jorge Fernando.
Ainda em 1986 foi editada a colectânea Suave Milagre - O Melhor de Frei Hermano. Em 1988, foi levado ao palco o disco Totus Tuus, novamente[carece de fontes?] com encenação de Carlos Avilez. Também em meados dos anos 80, editou um single com canções infantis, denominado "Canção da Felicidade".
Em 1989, foi editada a compilação O Melhor de Frei Hermano da Câmara. Alguns dos nomes musicados neste disco são Miguel Torga ("Bucólica" e "Mãe"), Frei Bernardo Vasconcelos ("Sede do Infinito"), Adelaide Villar, António Calém ("E o Lenço a Dizer Adeus"), Pedro Homem de Melo ("Jesus" e "O Rapaz da Camisola Verde"), Reinaldo Ferreira ("Quero um Cavalo"), Padre Moreira das Neves ("Ecos do Planalto").
Ainda nos anos 80, fundou a comunidade religiosa "Apóstolos de Santa Maria". A comunidade foi aprovada pelo Arcebispo de Braga, D. Eurico Dias Nogueira, em Fevereiro de 1990. Esta ordem religiosa, baptizada de "Arautos da Misericórdia Divina", congrega dois seminários e tem duas vertentes no seu carisma: uma contemplativa, baseada na oração, e outra, na acção, fazendo o seu apostolado através da música, auxiliando os sacerdotes nas paróquias e contribuindo para a acção social da Igreja Católica.

### Dos anos 90 à actualidade
Em 1994, foi editado pela Movieplay o disco Missa Portuguesa, no qual era acompanhado pela Orquestra Sinfónica de Londres, disco que chegou a liderar as tabelas de vendas em Portugal. O álbum Um Astro de Luz foi editado em 1997, contando novamente com as participações da Orquestra Sinfónica de Londres e de António Chainho, sob a direcção do maestro José Calvário. Participou ainda na Expo 98, que se realizou em Lisboa, em 1998, com uma actuação ao vivo nos seus palcos.
Em 2003, lançou o CD Vivo d'Arte, Vivo d'Amor, um disco repleto da espiritualidade e da alegria que sempre o caracterizaram, tendo inclusive um tema pessoal de homenagem ao Papa João Paulo II, "Amar É Dar a Vida". Também foi lançado em formato DVD.
Cantar É Rezar, de 2006, é o nome do disco que marca o fim da sua carreira artística de cerca de 50 anos.[carece de fontes?] As orquestrações e direcção musical ficaram a cargo do maestro José Marinho. Participou neste disco, como compositor, Paco Bandeira, com os temas "Poetas Sonhadores" e "Sina Cigana".
Na sua carreira musical, editou outros discos como Encosto a Fronte à Vidraça (1973), O Rapaz de Luz, Jesus (1976). Também editou um livro intitulado "O Monge Cantor" (Edições Neptuno).
Em 2008, voltou ao palco, para um concerto no cine-teatro de Nisa.
A sua última grande actuação aconteceu no fim de 2014, em espectáculo baseado na obra O Nazareno, com encenação de Carlos Avilez. Foram três concertos, realizados a 30 de Novembro no Coliseu do Porto, a 6 de Dezembro no Coliseu Micaelense de Ponta Delgada - Açores, e a 13 de Dezembro no Campo Pequeno em Lisboa.

## Discografia (parcial)

### Álbuns de Estúdio
- 1959 Sunset and Sentimental
- 1973 Túnica Negra (LP, A Voz Do Dono) ‎(2007, CD, Som Livre, Edições Valentim de Carvalho)[12]
- 1973 Encosto a Fronte à Vidraça ‎(LP, A Voz Do Dono)
- 1973 Fado da Despedida
- 1976 Jesus ‎(LP, EMI)
- 1978 O Nazareno (2 LP, EMI)[2] (1988, 2 CD, EMI-Valentim de Carvalho)[13]
- 1983 Totus Tuus - Uma Serenata Mística a Nossa Senhora (LP, EMI-Valentim de Carvalho) (1994, CD, EMI-Valentim de Carvalho)[5]
- 1994 Missa Portuguesa (CD, Movieplay)[8]
- 1997 Um Astro de Luz (CD, Movieplay)[9]
- 2003 Vivo d'Arte, Vivo d'Amor (CD/DVD)
- 2006 Cantar É Rezar (CD, Farol Música)[10]

### Compilações
- 1984 Álbum de Recordações (CD, Polygram)[6] (2009, CD, Universal Music)
- 1986 Suave Milagre - O Melhor de Frei Hermano
- 1989 O Melhor de Frei Hermano da Câmara (CD, EMI-Valentim de Carvalho)[14] (2008, CD, iPlay)
- 1996 Jesus (CD, EMI-Valentim de Carvalho, Colecção "Caravela")[15]
- 1997 O Rapaz da Camisola Verde (CD, EMI-Valentim de Carvalho, Colecção "Caravela")[16]
- 2008 O Melhor de Frei Hermano da Câmara (2 CD e DVD, Farol)
- 2014 Frei Hermano da Câmara (CD, Parlophone - Warner Music, Colecção "Grandes Êxitos")
- 2014 Frei Hermano da Câmara (CD, CNM, Colecção "Essencial")
- 2017 Grandes Êxitos - Frei Hermano da Câmara (CD, Universal Music)

### Ao vivo
- 1980 Deus É Música (LP, Valentim de Carvalho)[3] (1995, CD, EMI-Valentim de Carvalho)[4]
- 2015 O Nazareno (2 CD e DVD Áudio, Conquista Padrão)

### Participações

#### Álbuns de Estúdio
- 1973 Bruma Azul do Desejado do Quarteto 1111.

#### Compilações
- 1987 Fado (CD, Polygram) Tema: "Fado da Despedida" [17]
- 1991 O Melhor do Fado (5 CD, Selecções do Reader's Digest) Temas: "Túnica Negra", "Fado da Despedida" e "O Rapaz da Camisola Verde" [18]
- 1993 Guitarra Portuguesa de António Chainho (CD, Movieplay) Tema: "Jesus" [19]
- 1994 Biografia do Fado (2 CD, EMI-Valentim de Carvalho) Tema: "Colchetes d'Oiro" [20]
- 2015 Fado e Sardinhas (2 CD, CNM) Tema: "O Rapaz da Camisola Verde"